# Тейтум, Пол
Пол Эдвард Тейтум (англ. Paul Edward Tatum; 2 апреля 1955, Эдмонд, Оклахома — 3 ноября 1996, Москва) — американский бизнесмен, один из совладельцев московской гостиницы «Рэдиссон-Славянская», убийство которого 3 ноября 1996 года вызвало большой резонанс в СМИ.
Перед убийством Тейтум публично обвинил в угрозах убийством от Умара Джабраилова, который был директором совместного предприятия от мэрии Москвы. Тейтум считал, что Джабраилов незаконно занимает свой пост. В заказе убийства также обвинялись мэр Москвы Юрий Лужков и вице-мэр Иосиф Орджоникидзе.
Убийство не было раскрыто. 

## Биография
Родился 2 апреля 1955 года в городе Эдмонде, Оклахома, США.
В 1985 году приехал в СССР для создания своего бизнеса в новых условиях страны. Был знаком с президентами Горбачёвым и Ельциным.
Одним из направлений деятельности Тейтума был гостиничный бизнес. В частности, Тейтум был собственником американского предприятия, которое имело половину в доле гостиницы "Славянская". Вторую половину имело Москомимущество, его представлял бизнесмен Умар Джабраилов, который был директором совместного предприятия. 
Тейтум был убит 3 ноября 1996 года из автомата в подземном переходе у Киевского вокзала.
Поскольку родственники Пола не забрали его тело из России, бизнесмен был похоронен в Москве на Кунцевском кладбище (10-й участок). Все хлопоты по погребению взяла на себя его подруга Наталья Бокадорова.
Москомимущество получило долю Тейтума в СП (40%) вскоре после его смерти. 

## Убийство
В середине 1996 года Тейтум обвинял Умара Джабраилова в том, что тот угрожал его убить, чтобы вывести из состава учредителей совместного предприятия «Интурист-РедАмер Гостиница и деловой центр» (Джабраилов был директором в этой компании). Тейтум считал, что по уставу директором совместного предприятия должен был быть представитель американской стороны. Незадолго до убийства люди Пола Тейтума расклеивали в "Славянской" листовки, в которых обвиняли Умара Джабраилова в связях с мафией.
Пол Тейтум был убит 3 ноября 1996 г.. Его расстреляли из автомата Калашникова в переходе станции метро "Киевская". Убийца уехал на ВАЗ-2109. Никто его не запомнил. Автомобиль он бросил неподалеку от места происшествия. Когда нашли хозяина автомобиля, выяснилось, что он незадолго до этого продал машину на рынке. О покупателе ему ничего не было известно. Со слов бывшего владельца машины был составлен фоторобот, но покупатель не был найден. 
Умар Джабраилов допрашивался в связи с убийством, но обвинений ему предъявлено не было. 
В 1999 г. Сергей Доренко в программе "Время" назвал предполагаемыми заказчиками убийства мэра Москвы Юрия Лужкова и вице-мэра Москвы Иосифа Орджоникидзе. Последний провел пресс-конференцию, на которой опроверг свою причастность. 

## Эпизод с Гиви Ахобадзе
Весной 1996 г. Тейтум обвинил бизнесмена Гиви Ахобадзе в вымогательстве у него миллиона долларов США, чтобы за взятку чиновникам московского правительства стать гендиректором СП. В апреле 1996 г. Генпрокуратура возбудила уголовное дело по факту вымогательства взятки, эпизод вымогательства был записан на видеокассету, которая затем пропала. В ноябре 1996 г. дело о вымогательстве было прекращено в связи со смертью заявителя.
Ахобадзе был задержан в связи с убийством Тейтума на 30 суток в декабре 1996 г., но обвинение по данному эпизоду ему так и не было предъявлено. При обыске у него были найдены незарегистрированные пистолет и патроны, за что он был приговорен к двум годам лишения свободы.